# مرکز مالی جهانی شانگهای

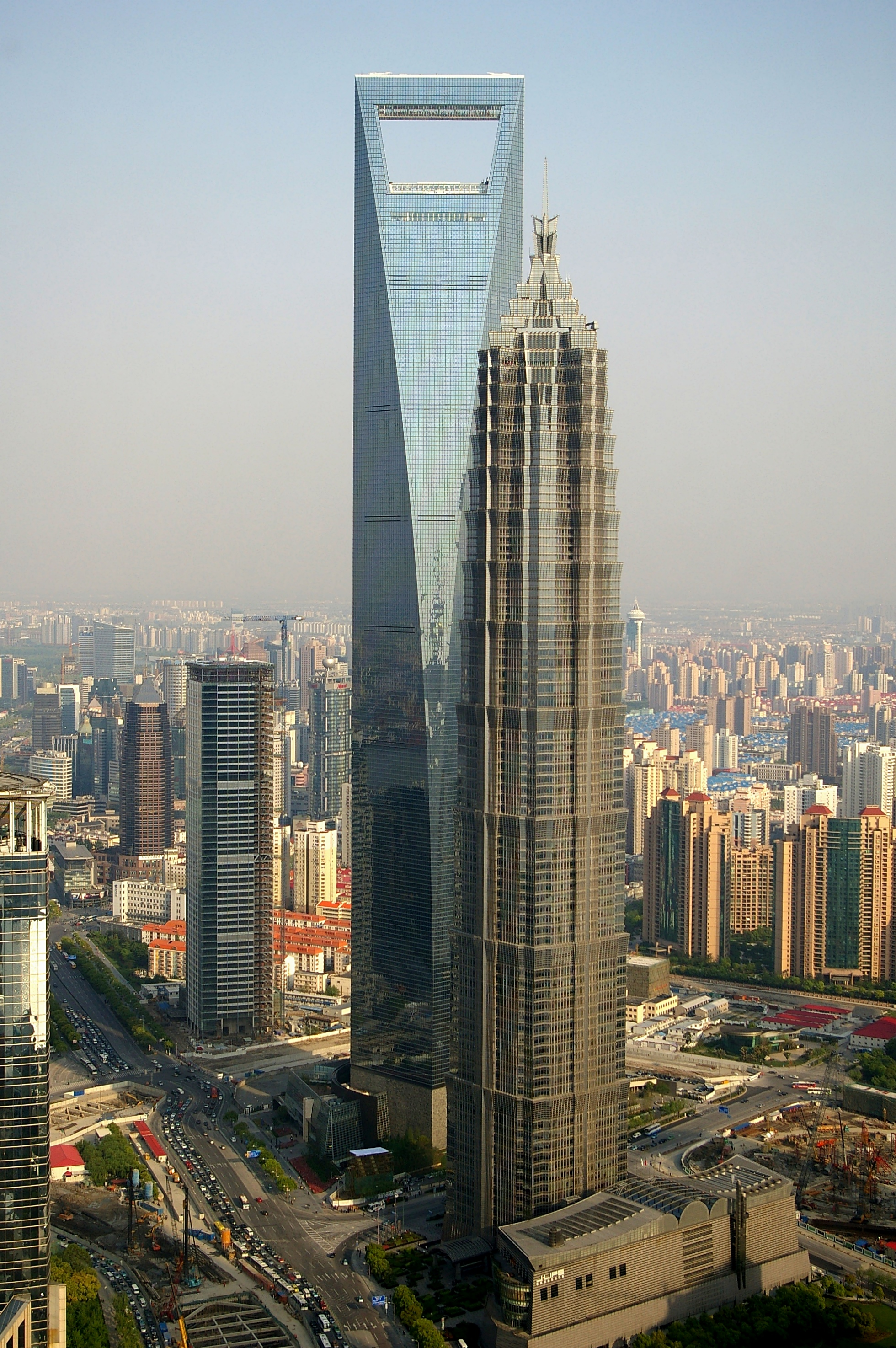
برج مرکز مالی جهانی شانگهای در این تصویر در پشت برج جین مائو دیده می‌شود.

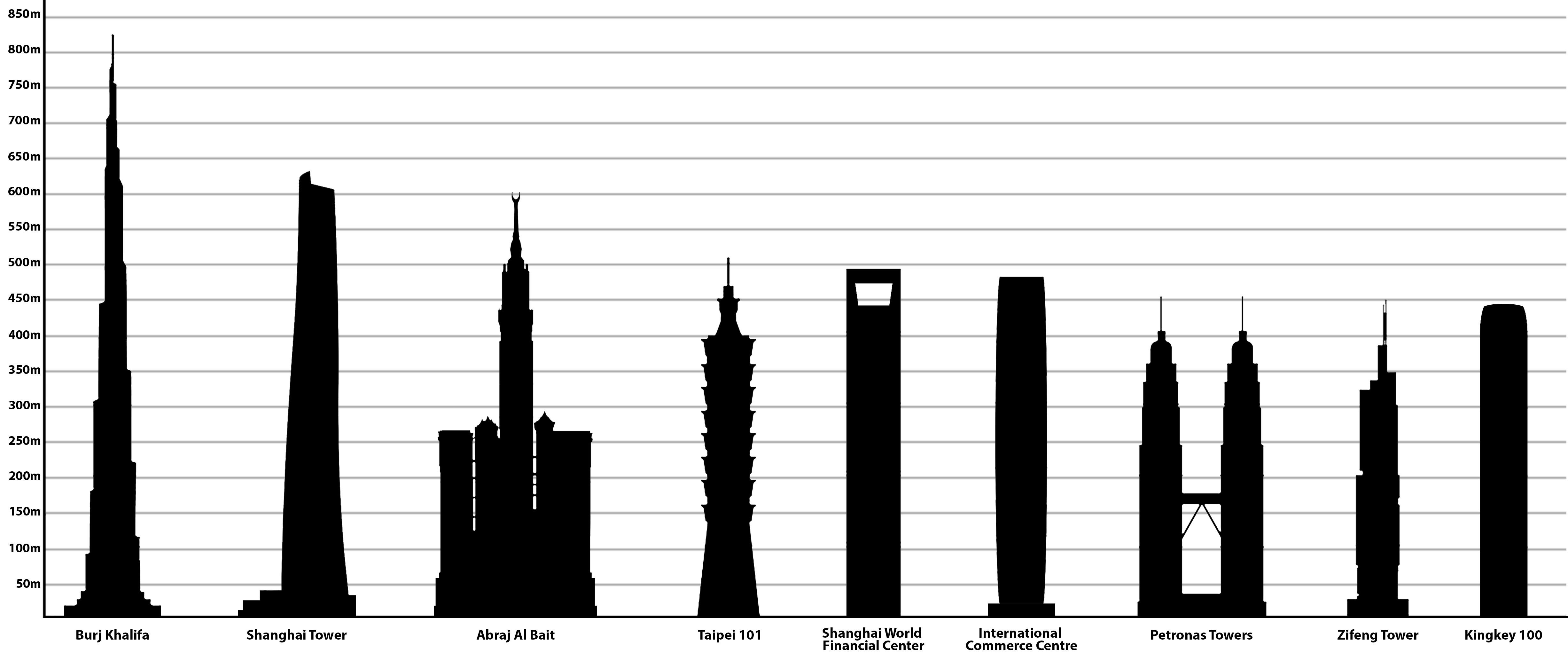
مرکز مالی جهانی شانگهای در مقایسه با سایر سازه‌های بلند آسیا

مرکز مالی جهانی شانگهای (به چینی: 上海环球金融中心) که به مرکز تجارت جهانی شانگهای نیز مشهور است، نام یک برج مرتفع در شانگهای در چین است.
این برج در ۱۹۹۷–۲۰۰۸ ساخته گردید، و با ۴۹۲ متر ارتفاع، در سال ۲۰۰۹ نخستین برج بلند کشور چین بود.
هدف از طراحی فضای خالی بالای برج کاهش فشار باد بر روی برج می‌باشد.
معماران این برج ۱۰۱ طبقه، شرکت آمریکایی کون پدرسون فاکس هستند.

## نگارخانه

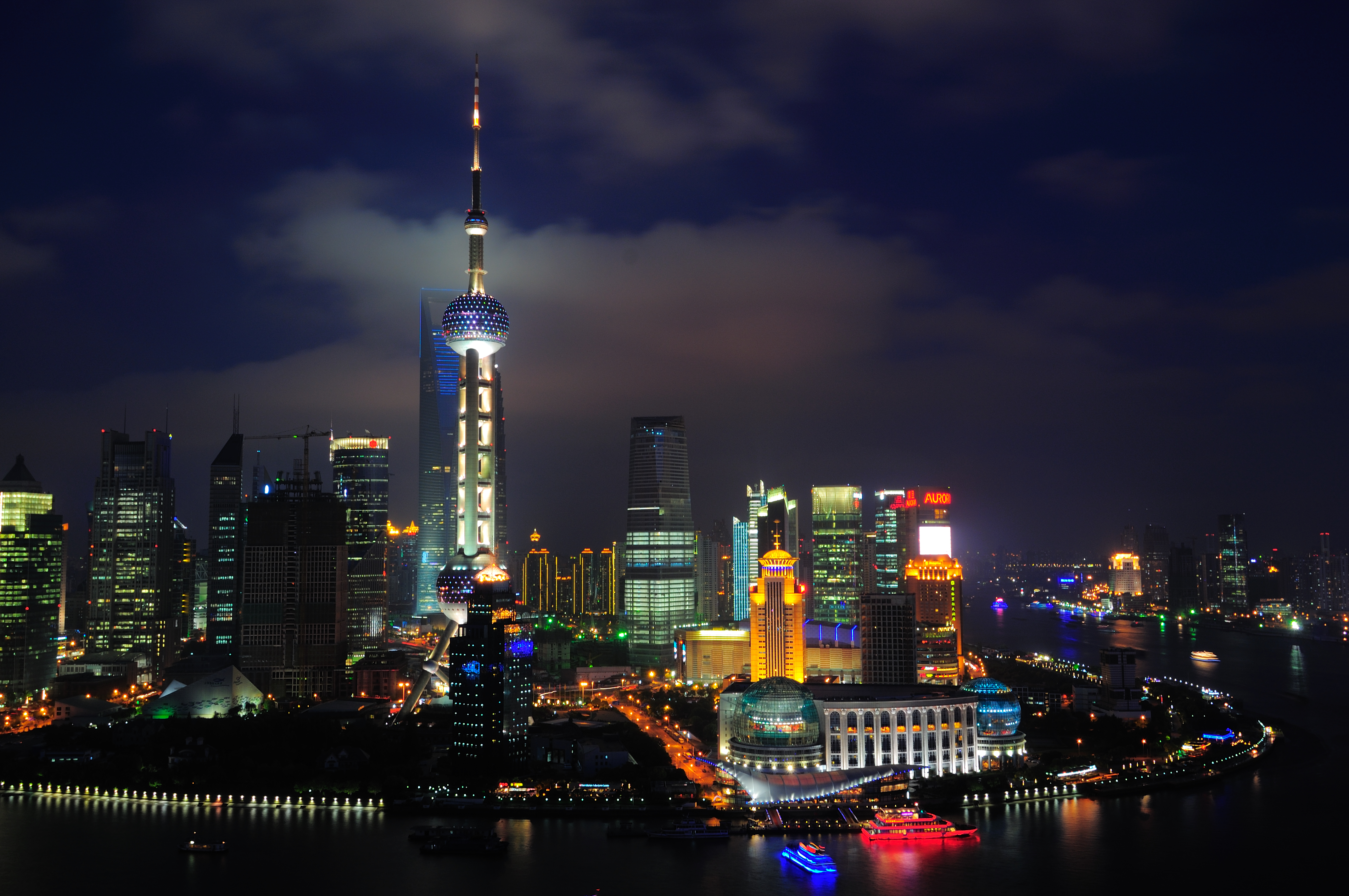
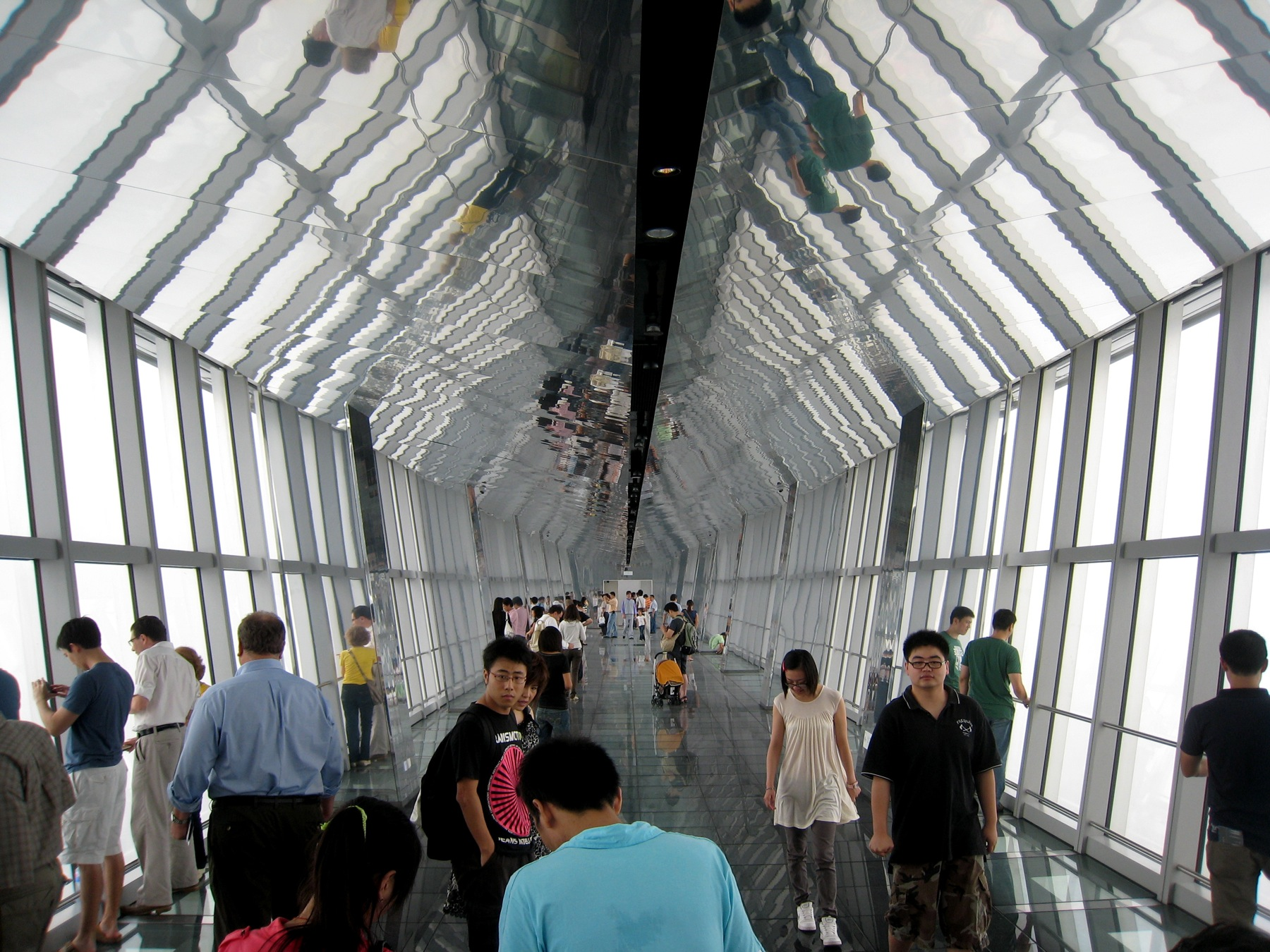
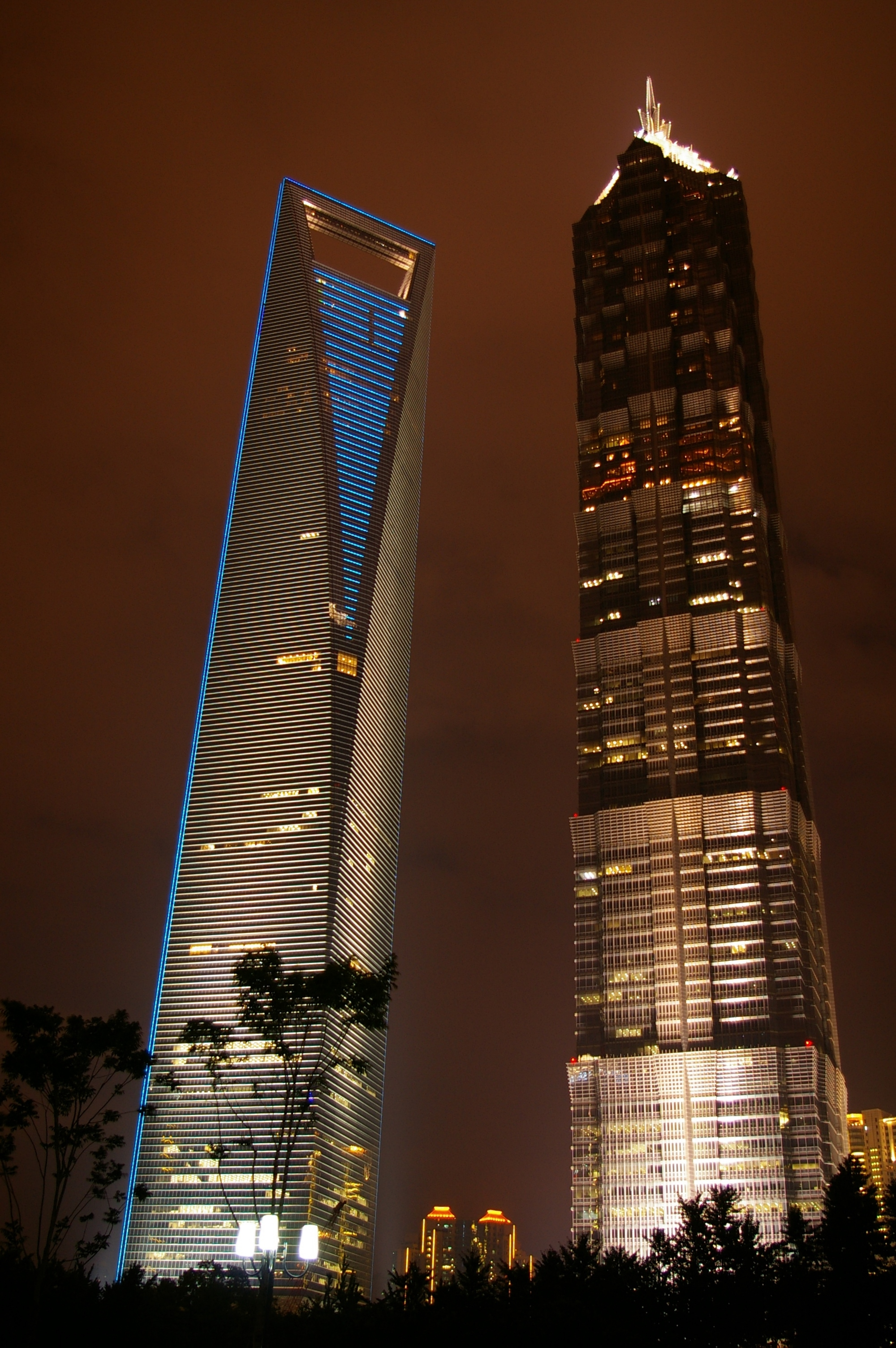
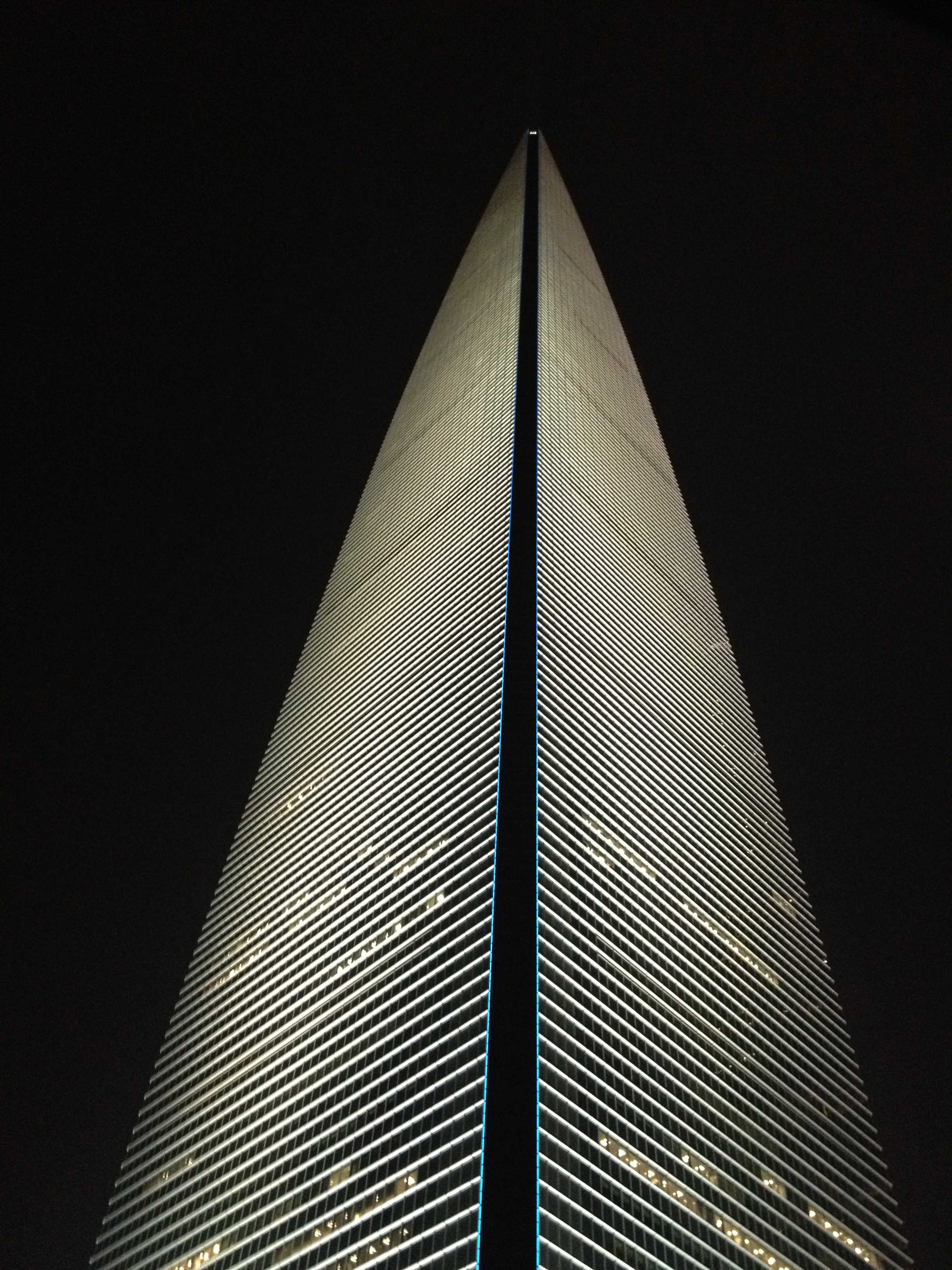
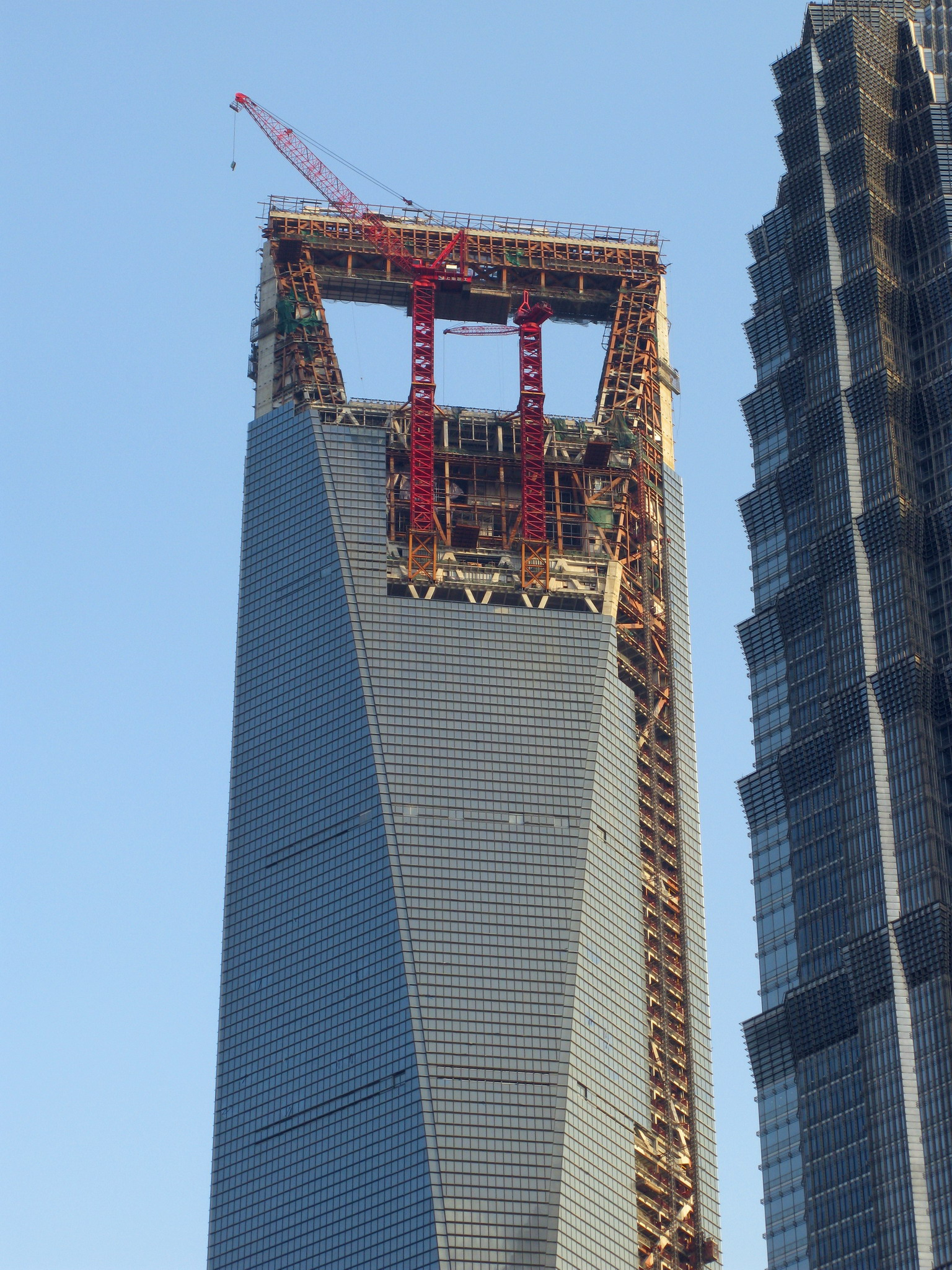
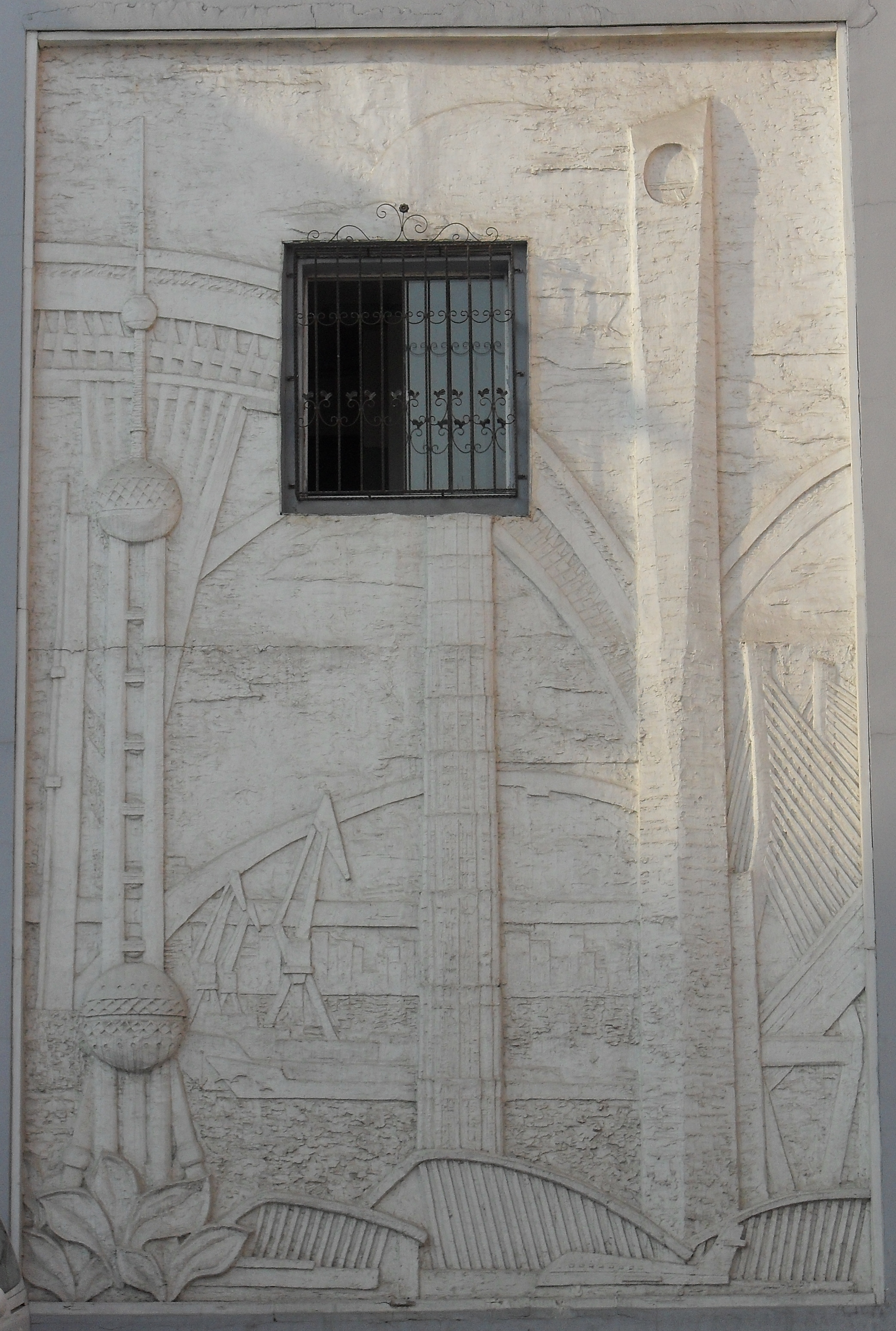